# Ričica (rijeka)
Ričica je rijeka u Hrvatskoj u Lici. Duga je 16,4 km. Izvire u blizini Lovinca. Kod Štikade se ulijeva u akumulacijsko jezero Štikada (ili jezero Ričice). Prolazi kroz sljedeća naselja: Lovinac, Ličko Cerje, Ričice i Štikada.